# Johan Hadorph
Johan Hadorph (6 mai 1630 – 12 juillet 1693) est un archéologue suédois. 

## Biographie
Il entre à l'université d'Uppsala en 1648 et est remarqué par le chancelier Magnus Gabriel De la Gardie qui aide alors au développements de sa carrière. Johan devient en 1666 co-directeur de la direction nationale du patrimoine de Suède avec Olof Verelius, puis dirige seul à partir de 1679 jusqu'en 1693. Avec cette position et le soutien financier de Magnus Gabriel, il lancea en 1668 un grand inventaire des sites archéologiques de Suède (Rannsakningar efter antikviteter) qui s'étale jusqu'en 1693. Il est aussi très intéressé dans les textes anciens, en particulier les textes de lois. Il est aussi connu comme la première personne à organiser des fouilles à Birka.